# Real Orden de San Fernando y del Mérito
La Real Orden de San Fernando y del Mérito fue una orden caballeresca del Reino de Nápoles primero, y después del Reino de las Dos Sicilias.

## Historia

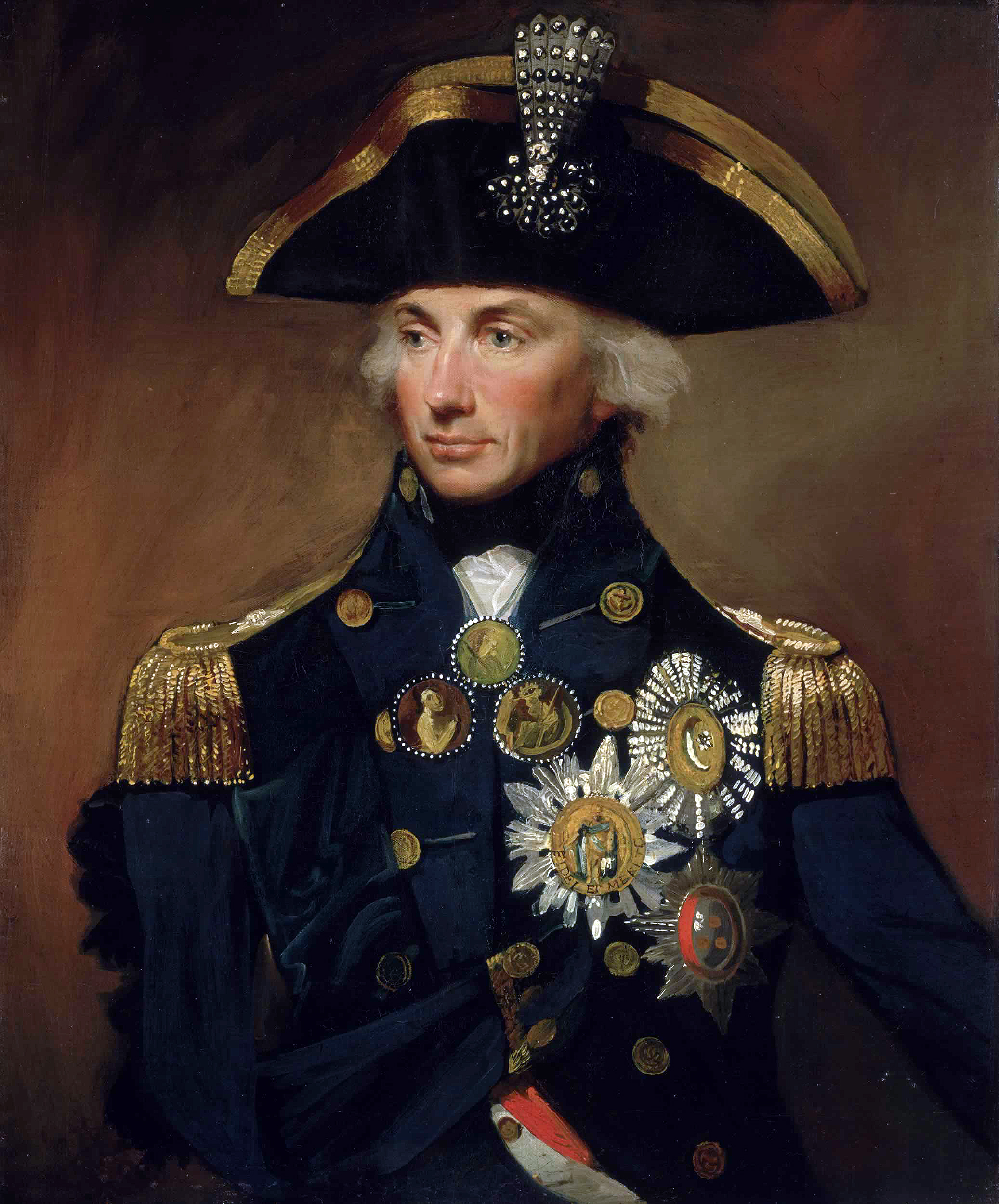
Lord Nelson con la medalla de la Real Orden de San Fernando y del Mérito (tercero por la derecha). Fue el más famoso condecorado con la Orden.

Fue fundada el 1 de abril de 1800 por el rey Fernando IV tras su retorno a Nápoles después del exilio debido a la ocupación napoleónica. A través de esta institución, que puso bajo el patrocinio de San Fernando, su patrón y patrón del Reino, decidió premiar a los que habían dado prueba de devoción y se habían mantenido fieles durante el difícil período que acababa de terminar y en el que se habían visto obligados a huir a Sicilia.
En un principio, la orden se dividió en dos clases, "Gran Cruz" y "Comendador", a las que se añadió más tarde también la de "Caballero". Caballeros Grandes Cruces disfrutaron de los títulos de excelencia y tenían el derecho a mantener su cabeza cubierta con la presencia del rey (herencia española también concedido a los Grandes de España de I clase), y no podrían ser más de veinticuatro, cuyo nombramiento sólo tenía derecho al gran maestre.
Méritos especiales se reservan para aquellos valiente generales que se había distinguido en el campo de batalla, que fueron recompensados por lo general con la Gran Cruz, y los que habían defendido una posesión estratégica fundamental o tomado posesión de una ciudad, fueron premiados con el título de comendador. En ambos casos, correspondía al rey decidir si conceder o no una pensión anual como recompensa al valor demostrado.

## Los insignias
|           |            |           |
| Caballero | Comendador | Gran Cruz |

Las insignias de la orden consisten en una estrella compuesta de seis rayas doradas que alternan con los lirios de plata, en el centro un escudo de oro, con la imagen de San Fernando, bordeada de azul con esmalte el lema  FIDEI ET ON. La cinta era de color azul, ribeteado en rojo oscuro.

## Miembros condecorados
- Lord Nelson
- Joseph Radetzky
- Jorge IV del Reino Unido
- Francisco IV de Módena
- Francisco II de las Dos Sicilias
- Fernando I de Austria
- Fernando II de las Dos Sicilias
- Francisco I de las Dos Sicilias
- Johann Heinrich Bellegarde
- Carlos Felipe de Schwarzenberg
- Joaquín Navarro Sangrán, Conde de Casa Sarría[2]